# POP HILL
POP HILL（ポップヒル）は、1984年から石川県で行われている音楽フェスティバル。主催は石川テレビ放送で、第1回から第19回までは毎年ダイジェスト版のテレビ番組として『快汗天国! POP HILL』（かいかんてんごく! ポップヒル）が全国で放送されていた。
2017年、15年振りに復活した。

## 概要
中断はあるものの、北陸で最も長い歴史を誇る音楽フェスティバルである。

## 歴史 (第1回 - 第19回)
第1回（1984年）のみ辰口丘陵公園（石川県能美郡辰口町、当時）で行われ、第2回（1985年）から第18回（2002年）は石川県森林公園（石川県河北郡津幡町）で行われた。

### アクセス
石川県森林公園で行われた第2回から第19回は、自動車での入場は禁止されていたが、本津幡駅から臨時バスが出ていた。

### 第1回 (1984年)
堀内孝雄&ケインズ、杉山清貴&オメガトライブ、ラブポーション

### 第2回 (1985年)
ARB、RCサクセション、竜童組、アン・ルイス、Voice&Rhythm、子供ばんど

### 第3回 (1986年)
米米CLUB、爆風スランプ、BARBEE BOYS、アン・ルイス、RCサクセション、PINK、金山一彦

### 第4回 (1987年)
BARBEE BOYS、金山一彦、松岡英明、ちわきまゆみ、杏里、RCサクセション、爆風スランプ、大澤誉志幸、UP-BEAT

### 第5回 (1988年)
BUCK-TICK、バブルガム・ブラザーズ、RED WARRIORS、聖飢魔II

### 第6回 (1989年)
X JAPAN、アン・ルイス、JUN SKY WALKER(S)、SHOW-YA、LAUGHIN' NOSE、LA-PPISCH

### 第7回 (1990年)
UNICORN、BAKU、JUN SKY WALKER(S)、ZIGGY、LINDBERG、カブキロックス、UP-BEAT、FUSE、THE BOOM

### 第8回 (1991年)
Blankey Jet City、UNICORN、JUN SKY WALKER(S)、LA-PPISCH、LINDBERG、COBRA、STRAWBERRY-FIELDS、Re-selve

### 第9回 (1992年)
LUNA SEA、THE BLUE HEARTS、LINDBERG、ZIGGY、BY-SEXUAL、JUSTY-NASTY、DOGFIGHT、THE YELLOW MONKEY

### 第10回 (1993年)
Mr.Children、鈴木雅之、中西圭三、LINDBERG、横山輝一、BLUE ANGEL、玉井健二

### 第11回 (1994年)
鈴木雅之、小比類巻かほる、米倉利紀、THE 虎舞竜、久宝留理子、高橋克典、鶴久政治、池田聡

### 第12回 (1995年)
奥田民生、ウルフルズ、JUDY AND MARY、田村直美、山下久美子、米倉利紀、THE JANGO、GEN、THE YELLOW MONKEY

### 第13回 (1996年)
JUDY AND MARY、奥田民生、ウルフルズ、SPARKS GO GO、juice、Continental Breakfast

### 第14回 (1997年)
SPEED、Every Little Thing、真心ブラザーズ、及川光博、青西高嗣、the PeteBest、奥居香

### 第15回 (1998年)
SHAZNA、La'cryma Christi、CASCADE、CURIO、SEX MACHINEGUNS、ALL I NEED、Galla、ゆず

### 第16回 (1999年)
ARB、くるり、THE MODS、SNAIL RAMP、↑THE HIGH-LOWS↓、THE COLTS、the pillows、cool drive makers

### 第17回 (2000年)
THE YELLOW MONKEY、奥田民生、cool drive makers、スピッツ、JELLY→、Dutch Training、↑THE HIGH-LOWS↓

### 第18回 (2001年)
GO!GO!7188、SUPER BUTTER DOG、10-FEET、PICK2HAND、Stereo Fabrication of Youth、the pillows、THEE MICHELLE GUN ELEPHANT、THE MODS、GO GO BOMber's

### 第19回 (2002年)
東京スカパラダイスオーケストラ、SING LIKE TALKING、KEMURI、PENPALS、RIZE、175R、POTSHOT
、PE'Z、In the Soup、Two Ball Loo、ラブハンドルズ、Lisa、HIGHWAY61、2BL

## 歴史 (第20回 - )
2017年に2002年以来となる「POP HILL」を15年ぶりに復活した。会場をこれまでの石川県森林公園から、石川県産業展示館4号館（石川県金沢市）に移して開催となった。

### 第20回 (2017年)
2017年5月7日に開催。
出演者
ゴールデンボンバー、Nulbarich、Little Glee Monster、SPYAIR、MY FIRST STORY、WANIMA、氣志團、湘南乃風、UNICORN（2017年の「トリ」で出演）

### 第21回 (2018年)
2018年4月30日に開催。石川テレビ放送創立（会社設立）50周年記念イベントして開催された。
出演者
KEYTALK、サンボマスター、SKY-HI、JUN SKY WALKER(S)、竹原ピストル、高橋優、東京スカパラダイスオーケストラ、WANIMA

### 第22回 (2019年)
2019年4月27日に開催。今回は石川テレビ放送開局50周年記念イベントとして開催された。
出演者
Aimer、Official髭男dism、SHISHAMO、THE ORAL CIGARETTES、スキマスイッチ、東京スカパラダイスオーケストラ、04 Limited Sazabys、和楽器バンド

## 快汗天国! POP HILL
1984年から2002年にかけてフジテレビ系列で放送された、POP HILLの模様を収めた番組。

### 1997年
1997年9月3日にフジテレビで放送された。

### 1999年
1999年8月21日にフジテレビで放送された。

### 2000年

#### 放送局
| 放送対象地域   | 放送局             | 系列                                           | 放送日時                     | 放送日の遅れ   |
| -------------- | ------------------ | ---------------------------------------------- | ---------------------------- | -------------- |
| 石川県         | 石川テレビ         | フジテレビ系列                                 | 2000年8月26日 14:35 - 15:50  | 制作局         |
| 富山県         | 富山テレビ         | フジテレビ系列                                 | 2000年8月26日 14:35 - 15:50  | 同時ネット     |
| 福井県         | 福井テレビ         | フジテレビ系列                                 | 2000年8月26日 14:35 - 15:50  | 同時ネット     |
| 長野県         | 長野放送           | フジテレビ系列                                 | 2000年8月26日 14:35 - 15:50  | 同時ネット     |
| 新潟県         | 新潟総合テレビ     | フジテレビ系列                                 | 2000年8月26日 14:35 - 15:50  | 同時ネット     |
| 鹿児島県       | 鹿児島テレビ       | フジテレビ系列                                 | 2000年8月26日 25:15 - 26:30  | 10時間40分遅れ |
| 山口県         | テレビ山口         | TBS系列                                        | 2000年8月27日 14:00 - 15:15  | 1日遅れ        |
| 山形県         | さくらんぼテレビ   | フジテレビ系列                                 | 2000年8月27日 16:00 - 17:15  | 1日遅れ        |
| 熊本県         | テレビ熊本         | フジテレビ系列                                 | 2000年8月27日 25:00 - 26:15  | 1日遅れ        |
| 愛媛県         | 愛媛放送           | フジテレビ系列                                 | 2000年8月31日 25:10 - 26:25  | 5日遅れ        |
| 岡山県         | 岡山放送           | フジテレビ系列                                 | 2000年8月31日 16:00 - 16:55  | 5日遅れ        |
| 宮崎県         | テレビ宮崎         | 日本テレビ系列 フジテレビ系列 （クロスネット） | 2000年9月1日 25:20 - 26:35   | 6日遅れ        |
| 沖縄県         | 沖縄テレビ         | フジテレビ系列                                 | 2000年9月2日 25:20 - 26:35   | 7日遅れ        |
| 静岡県         | テレビ静岡         | フジテレビ系列                                 | 2000年9月2日 25:45 - 27:00   | 7日遅れ        |
| 関西広域圏     | 関西テレビ         | フジテレビ系列                                 | 2000年9月2日 26:40 - 27:55   | 7日遅れ        |
| 群馬県         | 群馬テレビ         | 独立局                                         | 2000年9月3日 20:00 - 21:15   | 8日遅れ        |
| 佐賀県         | サガテレビ         | フジテレビ系列                                 | 2000年9月3日 24:45 - 26:00   | 8日遅れ        |
| 長崎県         | テレビ長崎         | フジテレビ系列                                 | 2000年9月3日 24:55 - 26:10   | 8日遅れ        |
| 岩手県         | 岩手めんこいテレビ | フジテレビ系列                                 | 2000年9月3日 26:15 - 27:30   | 8日遅れ        |
| 福岡県         | テレビ西日本       | フジテレビ系列                                 | 2000年9月3日 26:15 - 27:30   | 8日遅れ        |
| 大分県         | テレビ大分         | 日本テレビ系列 フジテレビ系列 （クロスネット） | 2000年9月4日 25:20 - 26:35   | 9日遅れ        |
| 高知県         | 高知さんさんテレビ | フジテレビ系列                                 | 2000年9月4日 25:40 - 25:55   | 9日遅れ        |
| 福島県         | 福島テレビ         | フジテレビ系列                                 | 2000年9月5日 25:20 - 26:35   | 10日遅れ       |
| 中京広域圏     | 東海テレビ         | フジテレビ系列                                 | 2000年9月6日 26:00 - 27:15   | 11日遅れ       |
| 島根県・鳥取県 | 山陰中央テレビ     | フジテレビ系列                                 | 2000年9月8日 25:00 - 25:15   | 13日遅れ       |
| 山梨県         | テレビ山梨         | TBS系列                                        | 2000年9月9日 12:30 - 13:45   | 14日遅れ       |
| 千葉県         | 千葉テレビ         | 独立局                                         | 2000年9月16日 20:00 - 21:15  | 21日遅れ       |
| 広島県         | テレビ新広島       | フジテレビ系列                                 | 2000年9月16日 26:45 - 28:00  | 21日遅れ       |
| 埼玉県         | テレビ埼玉         | 独立局                                         | 2000年9月17日 19:00 - 20:15  | 22日遅れ       |
| 青森県         | 青森テレビ         | TBS系列                                        | 2000年9月20日 24:50 - 26:05  | 25日遅れ       |
| 宮城県         | 仙台放送           | フジテレビ系列                                 | 2000年9月20日 25:50 - 27:05  | 25日遅れ       |
| 北海道         | 北海道文化放送     | フジテレビ系列                                 | 2000年9月20日 26:00 - 27:15  | 25日遅れ       |
| 秋田県         | 秋田テレビ         | フジテレビ系列                                 | 2000年9月22日 25:00 - 26:15  | 27日遅れ       |
| 関東広域圏     | フジテレビ         | フジテレビ系列                                 | 2000年10月29日 26:25 - 27:40 | 64日遅れ       |

### 2001年
2001年8月26日にフジテレビで、
2002年1月5日 22:00 - 23:10にフジテレビ721で放送された。

### 2002年
2002年8月3日 2:35 - 3:50に長野放送、
2002年8月11日 26:50 - 28:05にフジテレビで放送された。